# Хотвиль
Хотвиль (нем. Hottwil) — населённый пункт в Швейцарии, входит в состав коммуны Меттауерталь округа Лауфенбург в кантоне Аргау.
Население составляет 258 человек (на 31 декабря 2007 года). Официальный код — 4101.
До 2009 года был самостоятельной коммуной округа Бругг. 1 января 2010 года объединён с коммунами Меттау, Оберхофен, Виль и Эцген округа Лауфенбург в новую коммуну Меттауерталь.